# نقد الوجبات السريعة

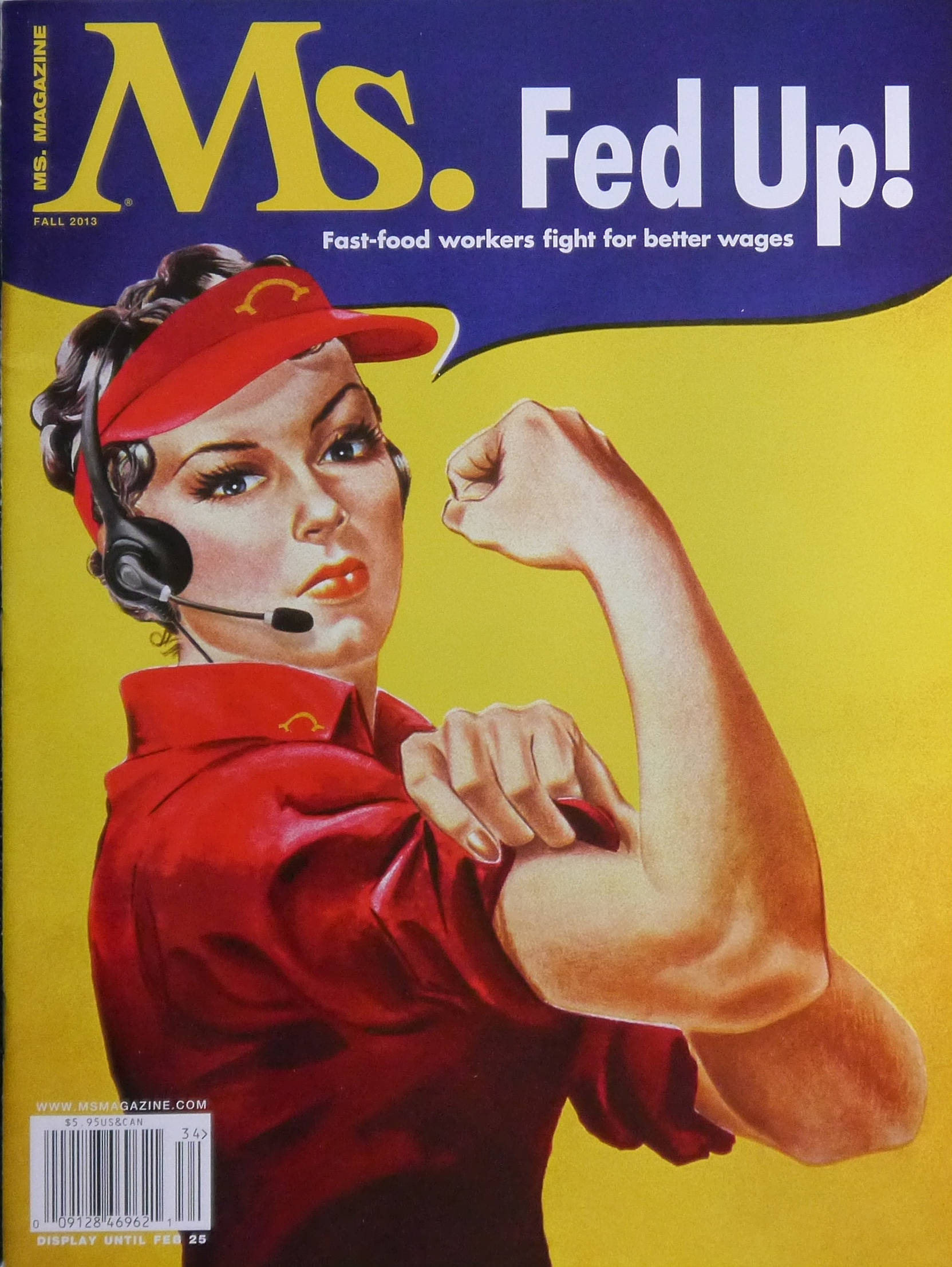
عدد خريف 2013 من مجلة Ms. يروّج للحاجة إلى رفع أجور عمال الوجبات السريعة.

تشمل انتقادات الوجبات السريعة ادعاءات بتأثيراتها السلبية على الصحة، والقسوة على الحيوانات، وحالات استغلال العمال، واستهداف الأطفال بالتسويق، وادعاءات بتدهور الثقافة نتيجة تحول أنماط تناول الطعام بعيدًا عن الأطعمة التقليدية. وقد تعرضت الوجبات السريعة لانتقادات من قبل جمعيات المستهلكين مثل مركز العلوم في المصلحة العامة، وهو ناقد قديم للوجبات السريعة بسبب قضايا مثل السعرات الحرارية، والدهون المتحولة، وأحجام الحصص الغذائية. وأبرزَ علماءُ الاجتماع كيف أن انتشار قصص الوجبات السريعة في الأساطير الحضرية يعكس علاقة متناقضة (تتسم بالشعور بالذنب) لدى المستهلكين المعاصرين مع الوجبات السريعة، خاصةً فيما يتعلق بالأطفال.
وقد ساعدت بعض هذه المخاوف في ظهور حركات مثل حركة الطعام البطيء وحركة الطعام المحلي. تسعى هذه الحركات إلى تعزيز الأطعمة والمكونات المحلية وتعارض القوانين والعادات التي تشجع على اختيار الوجبات السريعة. ويحاول أنصار حركة الطعام البطيء توعية المستهلكين بالمزايا البيئية والتغذوية والذوقية التي يرونها في الأطعمة المحلية والطازجة.

## الانتقادات الصحية

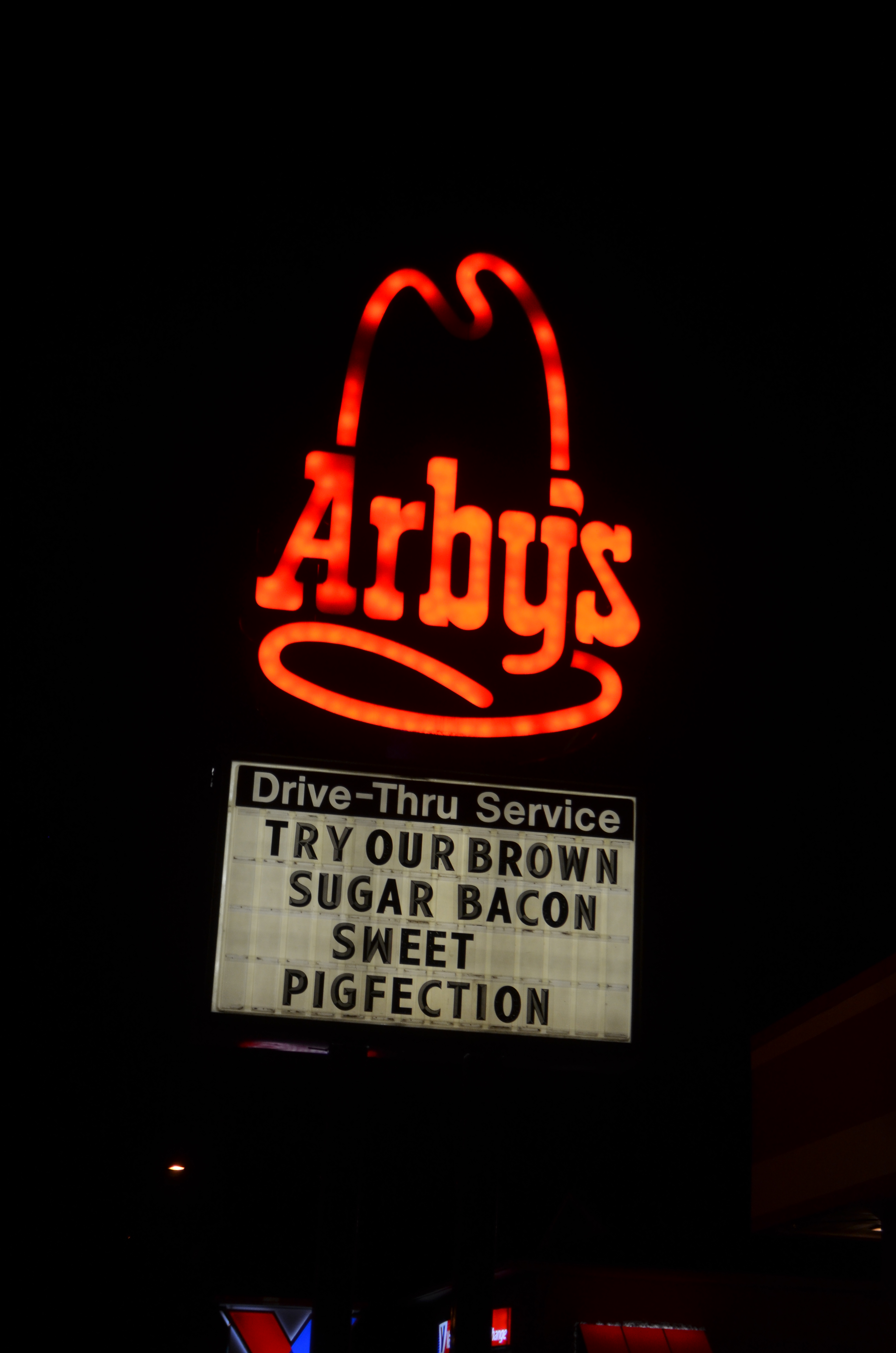
لوحة إعلانية عن استخدام اللحوم المعالجة والسكريات المضافة في أحد الساندويتشات.

تحتوي الوجبات السريعة غالبًا على كميات كبيرة من المايونيز والجبن والملح واللحوم المقلية والزيوت، وهذه المكونات غنية عادةً بالسعرات الحرارية والدهون، مما يجعلها ذات كثافة طاقية عالية (Schlosser). يمكن أن يؤدي الإفراط في تناول هذه الأطعمة إلى نظام غذائي غير متوازن. ويوصي خبراء الصحة، بمن فيهم اختصاصيو التغذية، بتناول نظام غذائي متوازن يحتوي على كميات كافية من البروتينات والفيتامينات والمعادن، مع تقليل تناول الدهون والكربوهيدرات الزائدة. وقد ارتبط الإفراط في استهلاك الوجبات السريعة بمشاكل صحية متعددة، منها السمنة وأمراض القلب والأوعية الدموية. إضافة إلى ذلك، تشير الأبحاث إلى أن الاستهلاك المتكرر للوجبات السريعة قد يؤثر سلبًا على تنظيم الشهية ووظيفة الجهاز التنفسي، ووظائف الجهاز العصبي المركزي (Schlosser). وفي دراسة مقطعية شملت أكثر من 100,000 مراهق في 32 دولة (تشمل دولًا ذات دخل منخفض ومتوسط ومرتفع)، تبين أن الوجبات السريعة مرتبطة بزيادة في محاولات الانتحار.
وفقًا للجنة جمعية الطب بولاية ماساتشوستس، غالبًا ما تحتوي الوجبات السريعة على مستويات عالية من الدهون، وقد وجدت الدراسات ارتباطًا بين استهلاك الوجبات السريعة وزيادة مؤشر كتلة الجسم (BMI) وزيادة الوزن. على وجه الخصوص، تحتوي العديد من الوجبات السريعة على الدهون المشبعة، والتي تعتبر على نطاق واسع عامل خطر في أمراض القلب.
تشكل السعرات الحرارية الزائدة قضية أخرى تتعلق بالوجبات السريعة. وفقًا لـ P. Block و R. Scribner و K. Desalvo في دراسة بعنوان "الوجبات السريعة والعرق/الإثنية والدخل: تحليل جغرافي"، 2004، التي استندت إلى دراسة برعاية وزارة الزراعة الأمريكية، فإن "النسبة المئوية للسعرات الحرارية التي يمكن عزوها إلى استهلاك الوجبات السريعة زادت من 3% إلى 12% من إجمالي السعرات الحرارية المستهلكة في الولايات المتحدة من عام 1978 إلى عام 1995. وفي عام 1995، قدمت الأطعمة المستهلكة خارج المنزل 34% من إجمالي السعرات الحرارية و38% من إجمالي الدهون مقارنة بـ 18% لكلتا الفئتين في 1977–1978".
تتكون الوجبة العادية في مطاعم ماكدونالدز من بيج ماك، وبطاطس مقلية كبيرة، ومشروب كوكاكولا كبير بإجمالي 1430 سعرة حرارية. وتوصي وزارة الزراعة الأمريكية باستهلاك يومي من السعرات الحرارية يتراوح بين 2,700 و 2,100 ك.سعرة (11,300 و 8,800 كـجول) للرجال والنساء (على التوالي) الذين تتراوح أعمارهم بين 31 و50 عامًا، مع مستوى نشاط بدني يعادل المشي حوالي 1.5 إلى 3 أميال يوميًا بسرعة 3 إلى 4 أميال في الساعة، بالإضافة إلى النشاط البدني الخفيف المرتبط بالحياة اليومية العادية، مع تقديم الإرشادات الفرنسية توصيات مماثلة.

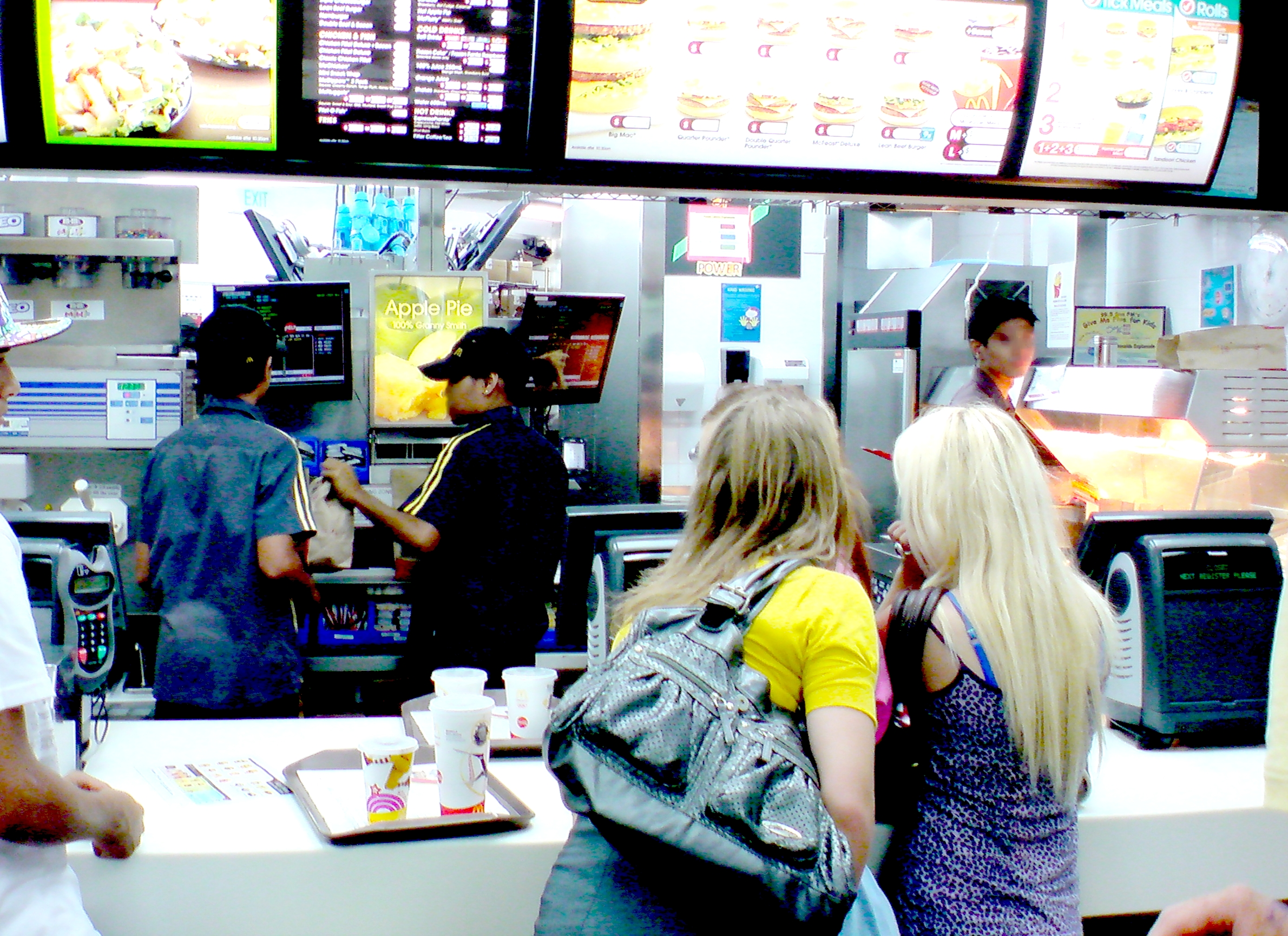
طلاب يشترون وجبات سريعة

ومع ذلك، بالإضافة إلى تناول الوجبات السريعة، توجد العديد من الأسباب الأخرى للوزن الزائد لدى الأطفال خلال مراحل نموهم، بما في ذلك تطور الجنس، و"التغيرات الهرمونية"، والتفاعلات الاجتماعية. في تلك اللحظات،[بحاجة لتوضيح] قد يشعر الشباب بالاكتئاب، مما قد يؤدي إلى زيادة أو نقصان الشهية. في الواقع، قد تؤدي زيادة الجوع في بعض الحالات إلى السمنة. "... يؤثر الاضطراب العاطفي الموسمي على 1.7% إلى 5.5% من الشباب الذين تتراوح أعمارهم بين 9 و19 عامًا، وفقًا لدراسة مجتمعية شملت أكثر من 2000 شاب."
قامت سلسلة مطاعم دي-لايتس، التي تأسست عام 1978، بتقديم أطباق منخفضة السعرات الحرارية وبدائل صحية مثل السلطات. ولكنها أعلنت إفلاسها عام 1987 عندما بدأت سلاسل الوجبات السريعة الأخرى في تقديم خيارات صحية. حاولت ماكدونالدز تقديم خيارات صحية مثل السلطات، كما أضافت الفواكه والحليب كخيارات في وجبات الأطفال، وروّجت لإعلانات وتغليفات أكثر صحة للأطفال. وقد وضعت التحالف من أجل جيل صحي معايير تهدف إلى الضغط على شركات الوجبات السريعة لتبني تعديلات صحية موصى بها.

### تغليف ورق الطعام
عادةً ما تُعبأ الوجبات السريعة في أغلفة مغطاة بمركبات الإسترات الفوسفاتية متعددة الفلورو ألكيل (PAPs) لمنع تسرب الدهون من خلالها. يمكن لهذه المركبات أن تنتقل من الأغلفة إلى الطعام المعبأ.
عند تناولها، تتحول مركبات PAPs في الجسم إلى الأحماض الكربوكسيلية المشبعة بالفلور (PFCAs)، وهي مركبات أثارت انتباه الباحثين لفترة طويلة بسبب آثارها الصحية الضارة على القوارض وفترة عمرها الطويلة بشكل غير معتاد في جسم الإنسان. رغم أن الأدلة الوبائية لم تثبت وجود علاقة سببية بين PFCAs وهذه المشكلات الصحية لدى البشر، إلا أن هذه المركبات ترتبط بشكل مستمر بمستويات مرتفعة من الكوليسترول وحمض اليوريك. ويُعتقد أن مركبات PAPs الموجودة في أغلفة تغليف الوجبات السريعة تُعد مصدرًا هامًا لتلوث الجسم بمركبات PFCAs.

### الوجبات السريعة والنظام الغذائي

نسبة البالغين المصابين بالسمنة وعدد مطاعم الوجبات السريعة في كل ولاية، 2011

في المتوسط، يتناول ما يقرب من ثلث الأطفال في الولايات المتحدة الذين تتراوح أعمارهم بين 4 و19 عامًا الوجبات السريعة يوميًا. وعلى مدار عام، يُتوقع أن يؤدي ذلك إلى زيادة وزن الطفل بمقدار ستة أرطال إضافية.
في دراسة نُشرت في مجلة Pediatrics، تم فحص 6,212 طفلًا ومراهقًا تتراوح أعمارهم بين 4 و19 عامًا لاستخلاص معلومات حول الوجبات السريعة. عند إجراء المقابلات مع المشاركين، أظهرت النتائج أن 30.3% من العينة الإجمالية قد تناولوا الوجبات السريعة في أي يوم معين. كان استهلاك الوجبات السريعة شائعًا بين الذكور والإناث، ومن جميع المجموعات العرقية/الإثنية، وفي جميع مناطق البلاد.
إضافةً إلى ذلك، أظهرت الدراسة أن الأطفال الذين تناولوا الوجبات السريعة، مقارنةً بأولئك الذين لم يتناولوها، يميلون إلى استهلاك المزيد من الدهون الكلية، والكربوهيدرات، والمشروبات المحلاة بالسكر. في المقابل، كانوا يستهلكون كميات أقل من الألياف، والحليب، والفواكه، والخضروات غير النشوية. وبعد تحليل هذه النتائج، استنتج الباحثون أن تناول الأطفال للوجبات السريعة يؤثر سلبًا على نظامهم الغذائي، مما يزيد بشكل كبير من خطر الإصابة بالسمنة.
ونظرًا لضعف القدرات المعرفية لدى الأطفال في مقاومة التسويق، فهم أكثر عرضة للتأثر بالإعلانات الخاصة بالوجبات السريعة، مما يزيد من احتمالية إصابتهم بالسمنة.
رغم أن الوجبات السريعة تُعتبر عاملًا صغيرًا في مساهمتها بزيادة معدلات السمنة لدى الأطفال، إلا أن دراسة أجراها باحثون في كلية Gillings للصحة العامة بجامعة نورث كارولينا في تشابل هيل أظهرت أن النظام الغذائي السيئ والسمنة كعامل عام هما السبب الرئيسي في ارتفاع معدلات السمنة لدى الأطفال. قالت جينيفر بوتي، المؤلفة المشاركة والمرشحة للدكتوراه في قسم التغذية بالجامعة: "في حين أن تقليل تناول الوجبات السريعة أمر مهم، يجب ألا يتم تجاهل بقية النظام الغذائي للطفل".
تم توثيق أدلة معاكسة تشكك في العلاقة بين تناول الوجبات السريعة والسمنة. على سبيل المثال، تناول جون سيسنا، مدرس علوم في مدرسة Colo-NESCO الثانوية، وجبات سريعة لمدة 90 يومًا، وفقد 37 رطلًا، كما انخفض مستوى الكوليسترول لديه من 249 إلى 170. التزم سيسنا بحد يومي يبلغ 2000 سعر حراري، بالإضافة إلى المشي لمدة 45 دقيقة يوميًا. يدعم هارلي باستيرناك، مدرب المشاهير وخبير التغذية، تجربة سيسنا قائلاً: "في حين أن تناول كميات كبيرة من الوجبات السريعة ليس فكرة جيدة، إلا أن الإفراط في أي نوع من الطعام قد يؤدي إلى زيادة الوزن". وأظهرت دراسة مقطعية في الصين أن العلاقة بين مؤشر كتلة الجسم (BMI) وعدد مرات تناول الوجبات السريعة في الأسبوع لم تكن ذات دلالة إحصائية.
مثال آخر هو فقدان جاريد فوجل للوزن بشكل كبير من خلال اتباع نظام غذائي يعتمد على مطعم صبواي، الذي يُعد سلسلة وجبات سريعة. فقد فوجل 235 رطلًا من وزنه من خلال تناول شطائر صبواي للغداء والعشاء يوميًا. ومن دون الجبن أو المايونيز، كانت السعرات الحرارية اليومية أقل من 1000 سعر حراري.
تشير بعض الدراسات إلى أن عدم وجود معلومات عن السعرات الحرارية في قوائم مطاعم الوجبات السريعة يزيد من خطر السمنة. في دراسة أجراها "M. Mclnerney" وآخرون، تم تقييم تأثير وضع معلومات السعرات الحرارية في قوائم المطاعم على فقدان الوزن لدى طلاب الجامعات. أظهرت النتائج تأثيرًا إيجابيًا على فقدان الوزن لدى الطلاب. وبالتالي، تحتاج مطاعم الوجبات السريعة إلى نشر محتوى السعرات الحرارية لمنتجاتها لزيادة وعي المستهلكين بخياراتهم الغذائية لمنع السمنة.

## الإعلانات التجارية للوجبات السريعة
في عام 2012، كشف تقرير تقديري صادر عن لجنة التجارة الفيدرالية الأمريكية عن وجود فرق في الإنفاق على التسويق بقيمة 7.9 مليار دولار بين التسويق الموجه لجميع الفئات العمرية والتسويق الموجه خصيصًا للأطفال والمراهقين. وفقًا للتقرير، أنفقت صناعات الوجبات السريعة حوالي 9.7 مليار دولار على تسويق الأغذية والمشروبات للجمهور العام، بينما أنفقت فقط 1.8 مليار دولار على التسويق للأطفال والمراهقين.

## مسؤولية المستهلك
يدّعي ممثلو صناعة الوجبات السريعة أنه لا توجد أطعمة جيدة أو سيئة بحد ذاتها، بل هناك أنظمة غذائية جيدة أو سيئة. وتدافع هذه الصناعة عن نفسها من خلال تحميل المستهلك مسؤولية اختيار الأطعمة الصحية، معتبرةً أنه هو من يختار بحرية استهلاك منتجاتهم خارج إطار التوصيات الغذائية.
أضافت العديد من مطاعم الوجبات السريعة معلومات غذائية إلى قوائمها عن طريق إدراج محتوى السعرات الحرارية والعناصر الغذائية تحت كل عنصر. كان الهدف هو إعلام المستهلكين بمحتوى الغذاء المقدم، وتوجيههم نحو الخيارات الصحية المتاحة. ومع ذلك، لم تُظهر التقارير أي انخفاض كبير في المبيعات في مطاعم السندويشات أو البرجر، مما يُبرز غياب التغيير في سلوك المستهلك حتى بعد وضع هذه المعلومات.
تُعتبر الوجبات السريعة أيضًا خيارًا ميسور التكلفة بالنسبة لدخل الأفراد ونفقاتهم بناءً على المناطق التي يعيشون فيها. تقول دراسة: "الأطعمة الصحية، بما في ذلك منتجات الحبوب الكاملة، والألبان قليلة الدسم، والفواكه والخضروات الطازجة، قد تكون أقل توفرًا وأعلى تكلفة نسبيًا في الأحياء الفقيرة وأحياء الأقليات". لذلك، غالبًا ما تُقام متاجر الوجبات السريعة في المناطق التي يكون الطلب فيها مرتفعًا بين السكان.
من جهة أخرى، تشير بعض الدراسات إلى أن تناول الوجبات السريعة لا يعتمد على مستوى دخل الفرد. فقد وجد الباحثون أن كمية الوجبات السريعة التي يتم استهلاكها لا ترتبط بمستوى الدخل. يناقش مقال بعنوان "الثروة لا تعني الصحة: عواقب الوجبات السريعة ليست مقتصرة على الفقراء" هذه القضية: ليس كل الأثرياء من مستهلكي الأطعمة الصحية، كما أنهم لا يتناولون الوجبات السريعة بوتيرة أقل من الفقراء. بالإضافة إلى ذلك، فإن عملاء مطاعم الوجبات السريعة يعملون بجد ولساعات أطول مقارنةً بمن لا يتناولونها يوميًا.
أظهرت دراسة أجريت في 20 مطعمًا للوجبات السريعة في أستراليا أنه على الرغم من توفر خيارات وجبات صحية في القائمة، فإن أقل من 3% من المستهلكين اختاروا وجبة صحية، مما يعكس نتائج دراسات أسترالية حديثة أخرى حول استهلاك الوجبات الصحية في مواقع الوجبات السريعة. في هذه الدراسة التي استمرت 12 ساعة، كانت حوالي 34% من الوجبات المشتراة للتوصيل، وتم استبعادها من الدراسة، بينما مثّلت الوجبات غير الصحية التي تم تناولها في المطعم حوالي 65%، وكان 1% فقط يمثل الوجبات الصحية التي تم شراؤها.
يعرف مفهوم الأكل المقيّد، أو الاستهلاك المفرط للوجبات السريعة والأطعمة الأخرى غير الصحية التي تحتوي على نسب عالية من السكر والصوديوم، على أنه فئة من العادات الغذائية التي أظهرت نتائج دراسة مقطعية أجريت عام 2014 ارتباطًا واضحًا بين الأكل المقيّد وبين الممرضات العاملات في النوبات الليلية أو اللواتي يعانين من ضغط نفسي كبير. أظهرت الدراسة أن الفواكه والخضروات كانت الأقل استهلاكًا تحت تأثير الضغط النفسي. شارك في هذه الدراسة حوالي 395 ممرضة، جميعهن يعملن في مستشفيين رئيسيين في العاصمة الرياض بالمملكة العربية السعودية.
تم جمع بيانات من دراسة على مستوى الصين ركزت بشكل صارم على العلاقة بين استهلاك الوجبات السريعة وانتشار السمنة المتزايدة بين الأطفال الذين تتراوح أعمارهم بين 6 و18 عامًا. على الرغم من أن النتائج النهائية لم تكن حاسمة تمامًا، إلا أنه لم يتم العثور على علاقة كبيرة بين الاثنين. وأظهرت المتغيرات التي تم أخذها في الاعتبار أن معدلات استهلاك الوجبات السريعة ازدادت في وجود المتغيرات التالية: الأسر ذات الدخل المنخفض، تأثير الأقران، الموقع الجغرافي، المال المخصص للأطفال، والاستقلالية. ارتفعت معدلات استهلاك الوجبات السريعة عند الأطفال الأكبر سنًا، بينما ظهرت معدلات استهلاك طبيعية عند الأطفال الأصغر سنًا. كما فضّل الأطفال من جميع الأعمار الوجبات السريعة الغربية لربطها بجودة عالية.
قضية "دعوى ماك" كانت مجموعة من الأطفال الذين يعانون من السمنة قدموا دعوى قضائية جماعية ضد شركة ماكدونالدز يطالبون فيها بتعويضات بسبب الأسباب المتعلقة بالسمنة.

## تأثير هالة المسؤولية الاجتماعية للشركات (CSR)
يشير تأثير المسؤولية الاجتماعية للشركات (CSR Halo Effect) إلى الحكم على فئة معينة بناءً على الأحكام المسبقة من فئات مشابهة أو مرتبطة بها. وفيما يتعلق بصناعة الوجبات السريعة، إذا خاض أحد العملاء تجربة سيئة في أحد فروع ماكدونالدز، فقد يعمم تلك التجربة على جميع الفروع الأخرى، مما يخلق صورة نمطية سلبية مسبقة. يقول إيوانيس أسسيوراس إن "السجل الإيجابي السابق للمسؤولية الاجتماعية للشركات يؤدي إلى تعاطف أكبر وغضب أقل تجاه الشركة مقارنة بالسجل السلبي أو غياب معلومات المسؤولية الاجتماعية للشركات".

## التفاوتات بين العمال والإضرابات
العديد من العاملين في قطاع الوجبات السريعة هم من البالغين الذين يتقاضون الحد الأدنى للأجور، والذي يبلغ حوالي $7.25 لكل ساعة في الولايات المتحدة. وتشير الإحصائيات إلى أن حوالي 60% من عمال الوجبات السريعة تبلغ أعمارهم 25 عامًا أو أكثر.
احتج العديد من الموظفين لرفع الحد الأدنى للأجور. ففي 5 ديسمبر 2013، نظّم محتجون من 100 مدينة في الولايات المتحدة مظاهرات للمطالبة برفع الأجور إلى 15 دولارًا للساعة. وكانت هذه المظاهرة جزءًا من سلسلة إضرابات بدأت في عام 2012 في مدينة نيويورك احتجاجًا على الأجور المتدنية.
في أكبر زيادة للأجور خلال عقود، شهد عمال الوجبات السريعة زيادة بنسبة 10% في الأجور منذ عام 2020.
تشير دراسة أجريت حول أجور موظفي شركات الوجبات السريعة إلى ضرورة زيادة الحد الأدنى للأجور من "7.25 إلى 10.25 دولارًا" للمبتدئين، مع توصية برفعه بمقدار 5 دولارات بعد عدة سنوات من الخبرة. ومن الواضح أن زيادة الحد الأدنى للأجور لها تأثير إيجابي على خدمات الموظفين ونمط حياتهم ورفاهيتهم، حيث يبدأ العمال في تقديم أداء أفضل مع تحسين مستوى معيشتهم.

## الوجبات السريعة والجائحة
خلقت جائحة كوفيد-19 لعام 2019 العديد من التحديات أمام الشركات للبقاء على قيد الحياة. وأدت الجائحة إلى تقليص ساعات العمل للعمال ذوي الأجور الدنيا، مما دفعهم للبحث عن فرص عمل جديدة.
يواصل عمال الوجبات السريعة مواجهة بيئات عمل معادية، حيث يُجبر أولئك الذين يختارون البقاء في وظائفهم ذات الأجور المنخفضة على الذهاب إلى العمل حتى في حالة ظهور أي أعراض عليهم بسبب غياب التغطية القانونية ونقص التشريعات التي تدعم الإجازات المتعلقة بكوفيد-19. وبما أن ثلثي العمال في الخطوط الأمامية هن من النساء اللاتي لديهن أطفال صغار في المنزل، فإن الخيار الوحيد المتاح هو الذهاب للعمل.
التباعد الاجتماعي ليس دائمًا خيارًا متاحًا في مطاعم الوجبات السريعة بسبب المساحات المحدودة. لم يتم تزويد العاملين في هذه المطاعم دائمًا بمعدات الوقاية الشخصية المناسبة؛ حيث ذكر أحد العمال أنه استخدم القناع نفسه لمدة تصل إلى أسبوع. ساهم كلا العاملين في زيادة خطر تعرض عمال الوجبات السريعة للإصابة بالفيروس.
وقد فاقمت الجائحة من المشكلات النفسية التي كان يواجهها العاملون في مجال الوجبات السريعة سابقًا. بالإضافة إلى القضايا النفسية المعروفة، أصبح لديهم خوف من فقدان وظائفهم، أو الإصابة بفيروس كوفيد-19، أو نقل العدوى للآخرين.
أفاد عمال الوجبات السريعة أنهم تعرضوا لتحرش جنسي وإساءات نفسية. وصرّح أكثر من 60% من العمال أنهم واجهوا شكلًا من أشكال الإساءة منذ بداية الجائحة.

## النفايات الناتجة عن التغليف
أظهرت دراسة أجرتها منظمة Clean Water Action في عام 2011 حول القمامة في منطقة الخليج أن ما يقرب من نصف القمامة الموجودة في الشوارع كانت مكونة من عبوات الوجبات السريعة. وأشارت دراسة لمجلس الدفاع عن الموارد الطبيعية بعنوان "Waste and Opportunity 2015: Environmental Progress and Challenges in Food, Beverage, and Consumer Goods Packaging" إلى أن أياً من العلامات التجارية للوجبات السريعة لم تصل إلى المعايير المثلى لاستخدام المواد المعاد تدويرها أو تشجيع إعادة تدوير التغليف المستخدم. كما أكدت وكالة حماية البيئة (EPA) أن نسبة صغيرة فقط من النفايات البلاستيكية الناتجة عن صناعة الوجبات السريعة يتم إعادة تدويرها.

### أدوات المائدة ذات الاستخدام الواحد كجزء من نموذج العمل
يشير استخدام أدوات المائدة ذات الاستخدام الواحد إلى تحويل التكاليف من التوظيف الداخلي إلى مسار النفايات البلدية. خلال الفترة ما بين عامي 1960 و1975، تمكنت مطاعم الوجبات السريعة من الحصول على ميزة تنافسية على حساب مطاعم الخدمة الكاملة بالرغم من التكاليف الإضافية لهذه الأدوات. تمت بعض المحاولات للحد من هذه العادة، لكنها لا تزال منتشرة على نطاق واسع. تشمل التدابير الأخرى قوانين "حقيبة الحمل" والقيود المفروضة على مطاعم السلاسل.

## استجابة صناعة الوجبات السريعة للانتقادات
قال جون ميريت، نائب الرئيس الأول للشؤون العامة في شركة هاردي، إن "استراتيجيتنا ليست بالضرورة التحرك نحو الأطعمة الصحية" ولكن "التحرك نحو تقديم مزيد من الخيارات".
في عام 2013، تعهدت كل من ماكدونالدز ودانكن براندز علنًا بالتوقف عن استخدام أكواب المشروبات الساخنة من الفوم. استبدلت ماكدونالدز الفوم بالأكواب الورقية، بينما لم تبدأ دانكن في الانتقال بعد. لا يزال استخدام أكواب الفوم يُرى في مطاعم شيك-فيل-أيه، برغر كينغ، وKFC. تستخدم شيبوتل أغطية وجبات مصنوعة من الألومنيوم الذي يتكون من 95% من المواد المعاد تدويرها، لكن لا يوجد إعادة تدوير بعد الاستهلاك، لذا فإن الأغطية التي تُترك في الموقع يتم التخلص منها في مكبات النفايات.

### القسوة على الحيوانات
في عام 2015، تم إصدار مقطع فيديو مروع من مزرعة T&S في دوكودوم، تينيسي، من قبل نشطاء حقوق الحيوانات، حيث تم القبض على عمال وهم يسيئون معاملة الدجاج. قامت شركة تايسون للأطعمة، التي تقدم قطع الدجاج إلى عملاق الوجبات السريعة ماكدونالدز، بإلغاء عقدها مع المزرعة قائلة إن "رفاهية الحيوانات" هي أولويتهم القصوى. دعمت ماكدونالدز قرار شركة تايسون ووصفته تصرفات العمال بأنها غير مقبولة.

### التغذية والصحة
في عام 2013، أعلنت ماكدونالدز أنها ستضيف الفواكه والخضروات إلى مجموعاتها من الوجبات. قال دون ثومبسن، الرئيس التنفيذي لماكدونالدز: "لقد كنا نحاول تحسين قائمتنا بمزيد من الفواكه والخضروات وتوفير خيارات إضافية للعملاء عندما يزورون ماكدونالدز."
في عام 2016، استبدلت الشركة شراب الذرة عالي الفركتوز في خبز البرجر بالسكر وأزالت المضادات الحيوية التي "تعد مهمة للطب البشري" من الدجاج. كما أزالت المواد الحافظة الصناعية من زيت الطهي، ووجبات النقانق من لحم الخنزير، والبيض في قائمة الإفطار، وMcNuggets الدجاج. تم أيضًا استبدال الجلد، وزيت العصفر، وحمض الستريك في McNuggets بالنشا من البازلاء، نشا الأرز وعصير الليمون المطحون. تم إجراء هذه التغييرات لاستهداف "المستهلكين الذين يهتمون بالصحة".

### تقليل المصدر
قامت العديد من سلاسل الوجبات السريعة بتقليل استخدام المواد من خلال "التقليل من الوزن"، أي تقليل المواد في العبوة من حيث الوزن. قامت ماكدونالدز بإجراء أكثر من 10 تغييرات لتقليل وزن العبوات في عام 2012، مثل تقليل وزن علبة السندويتشات الدجاج بنسبة 48%، وتقليل الوزن في أكواب البلاستيك الباردة بنسبة 18-28%. كما خفضت ستاربكس وزن زجاجات المياه بنسبة 20% والأكواب الباردة بنسبة 15%.

### الدجاج الحر في الأقفاص
أعلنت أكثر من 160 شركة في قطاع الغذاء[متى؟] عن خططها للتحول إلى بيض من دجاج غير محتجز في أقفاص، وذلك بحلول عام 2025. تشمل القائمة كل من ماكدونالدز، دانكن دوناتس، كارل's جونيور، برغر كينغ، ديني's، جاك في الصندوق، كويزنس، شيك شاك، ستاربكس، سونيك، تاكو بيل، ويندي's، وايت كاسل، وسابوي، من بين آخرين.

### قرب مواقع الوجبات السريعة
أظهرت دراسة أن الطلاب الذين يعيشون على بعد نصف ميل من مواقع الوجبات السريعة يتناولون كميات أقل من الفواكه والخضروات، ويتناولون المزيد من المشروبات الغازية، ويكونون أكثر عرضة للزيادة في الوزن. أظهرت دراسات أخرى أن التعرض لبيئات الطعام ذات الجودة المنخفضة له تأثيرات مهمة على أنماط الأكل لدى المراهقين والسمنة. لذلك، يبدو أن التدخلات السياسية التي تحد من قرب مطاعم الوجبات السريعة من المدارس قد تساعد في تقليل سمنة المراهقين.